# Crassiclava
Crassiclava là một chi ốc biển, là động vật thân mềm chân bụng sống ở biển trong họ Turridae. được J. H. McLean mô tả khoa học lần đầu 1971.

## Các loài
Các loài thuộc chi Crassiclava bao gồm:
- Crassiclava balteata Kilburn, 1988[3]
- Crassiclava layardi (Sowerby III, 1897)[4]
- Crassiclava omia (Barnard, 1958)[5]